# Килларни (Онтарио)
Ки́лларни — небольшой город в провинции Онтарио, Канада. Входит в состав административного округа Садбери. Население — 454 чел. (по переписи 2006 года).

## География
Килларни расположен на юге округа Садбери, на северном побережье залива Джорджиан-Бей. Немного севернее уже находится территория Большого Садбери.
Рядом с городом расположился природный парк Килларни.

## История
До прихода европейцев здесь проживали индейские племена оджибва.
В XVI веке здешние места начали осваивать французы.
В 1820 году здесь возник торговый пост.
Город был образован 1 января 1999 года путём слияния тауншипа Резерфорд-и-Джордж-Айленд с тауншипами межселенной территории Килларни: Хансен, Гошен, Сэйл, Эттли, Килпатрик, Стразерс, Аллен и Трэверс. В 2001 году к городу было присоединено несколько островков в заливе Джорджиан-Бей. Таким образом, общая площадь Килларни составляет 1578 км².

## Население
Согласно переписи 2006 года, в городе проживало 454 человека. Для сравнения, в 2001 году (согласно переписи), проживало 428 человек.
Средний возраст населения составляет 48,2 года. 87,9% составляют жители возрастом от 15 лет и выше.

## Транспорт
Рядом с городом проходит автотрасса Ontario Highway 637, от которой до Килларни проведена трасса Ontario Highway 69.